# Kim Jae-won (actor nacido en 2001)
Kim Jae-won (en hangul, 김재원; nacido en Seúl el 9 de febrero de 2001) es un actor y modelo surcoreano.

## Carrera
Realizó sus estudios de secundaria en el departamento de Teatro y Cine de la Escuela de Artes Escénicas de Seúl. En la actualidad estudia actuación en la Universidad Chung-Ang.
Debutó como modelo en 2018, cuando aún asistía a la escuela secundaria, aunque pronto se sintió atraído por la actuación. Según el propio Kim, comenzó a modelar por la sencilla razón de que era «más alto que mis compañeros» y tuvo la suerte de debutar en una revista en vísperas de la Semana de la Moda de Seúl. Su primer trabajo como modelo se publicó en la edición coreana de la revista masculina GQ.
Comenzó su carrera como actor en 2021, con la serie web Love From Home, una coproducción coreanofilipina dirigida por la actriz Kristel Fulgar. El rodaje resultó particularmente complicado porque tuvo que realizarse por separado, con un equipo en cada país, debido a la pandemia de Covid-19. Al año siguiente tuvo un papel secundario en la serie web de género BL To My Star Season 2: Our Untold Stories, como Lee Jae-won.
Su primer trabajo en televisión tradicional fue en el mismo 2022, con el personaje de Choi Han-soo durante su adolescencia en Nuestro horizonte azul, de tvN; Kim llamó la atención de los espectadores por su presencia física y su buen desempeño. Con este papel encarnó la imagen del prototipo del primer amor en la escuela secundaria, y de hecho se ganó el apodo de «Primer hombre manipulador de recuerdos de amor». En el mismo año fue Je Soo-oh, uno de los Cuatro Reyes Celestiales, en Fall For You, una serie juvenil del canal educativo EBS 1TV.
El buen desempeño con el personaje de Han-soo en Nuestro horizonte azul le abrió las puertas a sucesivos trabajos. En 2023 tuvo papeles destacados en dos series. En la primera, Stealer: The Treasure Keeper, fue Shin Chang-hoon, un miembro del equipo Karma, dedicado a recuperar obras de arte y antigüedades. La segunda serie fue King the Land, una de las más aclamadas del año. Su personaje fue el del novio de la mejor amiga de la protagonista, Lee Ro-won, un auxiliar de vuelo. La gran audiencia alcanzada por la serie contribuyó a dar popularidad al actor.
En 2024 fue uno de los varios talentos jóvenes llamados al reparto de Jerarquía, una serie ambientada en el mundo de la enseñanza secundaria, donde es el estudiante más brillante de la escuela de élite Jooshin y miembro de una familia chaebol.

## Filmografía

### Cine
| Año  | Título             | Hangul             | Papel        | Notas        | Ref.        |
| ---- | ------------------ | ------------------ | ------------ | ------------ | ----------- |
| 2022 | Dream Maker        | 드림메이커         | Nam Joo-hwan | Protagonista | [ 7 ] [ 8 ] |
| 2022 | My Life's Timeline | 내 인생의 타임라인 | Lee Sun-taek |              | [ 9 ]       |

### Series de televisión
| Año     | Título                                  | Papel                       | Canal        | Notas                                  | Ref.                 |
| ------- | --------------------------------------- | --------------------------- | ------------ | -------------------------------------- | -------------------- |
| 2021    | Love From Home                          | Jay                         | One Click TV | Serie web                              | [ 10 ]               |
| 2021    | Romanced                                | Jung Ma-ro                  |              | Serie web                              | [ 1 ]                |
| 2022    | To My Star Season 2: Our Untold Stories | Lee Jae-won                 | TVING        | Serie web                              | [ 11 ]               |
| 2022    | Nuestro horizonte azul                  | Choi Han-soo de adolescente | tvN          |                                        | [ 12 ] [ 13 ]        |
| 2022    | Nineteen Sea Otters                     | Seo Woo-gyu                 | KBS2         | Drama Special, un acto                 | [ 14 ]               |
| 2022    | Fall For You                            | Je Soo-oh                   | EBS1         |                                        | [ 15 ]               |
| 2023    | Stealer: The Treasure Keeper            | Shin Chang-hoon             | tvN          |                                        | [ 16 ] [ 17 ] [ 18 ] |
| 2023    | King the Land                           | Lee Ro-woon                 | JTBC         |                                        | [ 19 ] [ 20 ]        |
| 2024    | Jerarquía                               | Kim Ri-an                   | Netflix      | Serie web                              | [ 21 ]               |
| 2024-25 | El cuento de la dama Ok                 | Sung Do-gyeom               | JTBC         |                                        | [ 22 ] [ 23 ]        |
| 2025    | Héroes de guardia                       | Seo Dong-ju                 | Netflix      | Serie web, aparición especial, ep. 7-8 |                      |
| Prog.   | Sea Village Cloud Pension               | Cheon Ri-an                 |              | Serie web                              | [ 24 ]               |